# 大分県道412号久住高原野津原線
大分県道412号久住高原野津原線（おおいたけんどう412ごう くじゅうこうげんのつはるせん）は、大分県竹田市から大分市に至る一般県道である。

## 概要
竹田市久住町大字栢木（かやぎ）から大分市大字竹矢に至る。
竹田市久住・直入地域と大分市を最短で結び、大分市内と長湯温泉・久住高原へのアクセス用道路として重要な路線である。
一般県道としては珍しく開通当初から全線2車線で整備されており、線形が良く高速で走行することができる。観光道路として沿線には露店や飲食店・直売所が林立している。
終点の大分市大字竹矢で国道442号に接続し、同線と国道210号などを経由して大分市街に行くことができる。実質、国道442号のバイパスとして機能している路線でもあるため、特に豊後大野市朝地町梨小 - 終点にかけては交通量が多くなる。
豊後大野市朝地町梨小にある「里の駅やすらぎ交差点」で国道442号に接続する「ふるさと林道由布朝地線」と接続しており、同交差点から終点にかけて国道442号狭小区間の迂回路になっている。

### 路線データ
- 起点：大分県竹田市久住町大字栢木[1][2]（小倉交差点、大分県道30号庄内久住線交点、大分県道669号阿蘇くじゅう公園線起点）
- 終点：大分県大分市大字竹矢[2]（国道442号交点）

## 歴史
- 1976年（昭和51年）5月21日 - 大分県告示第507号により県道久住高原野津原線として路線認定[3]。

## 路線状況

### 重複区間
- 大分県道209号朝地直入線（竹田市直入町大字神堤）

## 地理

### 通過する自治体
- 竹田市
- 豊後大野市
- 大分市

### 交差する道路
| 交差する道路                                           | 市町村名   | 交差する場所             | 交差する場所         |
| ------------------------------------------------------ | ---------- | ------------------------ | -------------------- |
| 大分県道30号庄内久住線 大分県道669号阿蘇くじゅう公園線 | 竹田市     | 久住町大字栢木（かやぎ） | 小倉交差点 / 起点    |
| 大分県道47号竹田直入線                                 | 竹田市     | 久住町大字栢木           |                      |
| 大分県道209号朝地直入線 重複区間起点                   | 竹田市     | 直入町大字神堤           |                      |
| 大分県道209号朝地直入線 重複区間終点                   | 竹田市     | 直入町大字神堤           |                      |
| ふるさと林道由布朝地線                                 | 豊後大野市 | 朝地町梨小               | 里の駅やすらぎ交差点 |
| 大分県道690号湛水挾間線                                | 大分市     | 大字上詰                 |                      |
| 国道442号                                              | 大分市     | 大字竹矢                 | 終点                 |

### 沿線
- 大分県民の森
- 長湯温泉
- 久住高原
- 神角寺
- 大分市役所 今市連絡所
- 大分市立今市小学校
- 大分市立今市保育所
- 今市郵便局
- ニッポーゴルフクラブ
- 里の駅やすらぎ交差点